# Glory and Gore
"Glory and Gore" é uma canção da cantora neozelandesa Lorde, gravada para o seu álbum de estreia Pure Heroine. Foi composta pela própria com o auxílio de Joel Little, que também esteve a cargo da produção. Foi enviada para as rádios norte-americanas a 11 de Março de 2014.Porém, algumas semanas depois, a editora Republic Records decidiu lançar antes "Tennis Court" como o terceiro single mundial do álbum.

## Desempenho nas tabelas musicais

### Posições
| Tabela musical (2013-2014)                       | Melhor posição |
| ------------------------------------------------ | -------------- |
| Estados Unidos - Billboard Hot 100               | 68             |
| Estados Unidos - Billboard Rock Songs            | 9              |
| Nova Zelândia - Top 20 New Zealand Singles Chart | 17             |